# Paleomykologia
Paleomykologia – nauka o grzybach kopalnych. Jest uważana za dział paleobiologii zajmujący się grzybami, ich zarodnikami, strzępkami i owocnikami zachowanymi w warstwach osadów, w częściach roślin i w skałach. Wchodzi także w zakres mykologii, czyli nauki o grzybach. Ponieważ dawniej grzybami zajmowała się botanika, paleomykologia uważana była za dział paleobotaniki.
Zainteresowanie grzybami kopalnymi sięga początków XIX wieku, a pierwszą ilustrowaną kolekcję skamieniałości grzybów opracował Luigi Meschinelli w 1898 r. Ciało grzybów jest mięsiste, ich strzępki bardzo delikatne i bardzo nietrwałe, co powoduje, że źle zachowują się. Z tego powodu znaleziska grzybów kopalnych są znacznie mniej liczne niż znaleziska zwierząt i roślin. Większość skamieniałych pozostałości grzybów, takich jak zarodniki i sklerocja, odkryto w bursztynie, niektóre w skamieniałościach roślin, w skałach i osadach.
Paleomykologia zajmuje się nie tylko grzybami kopalnymi, ale także ich związkami z roślinami. Dzięki tym badaniom wiadomo, że już w paleozoiku istniały wszystkie główne formy współżycia grzybów z innymi organizmami: mykoryza, saprotrofizm i pasożytnictwo. Badania paleomykologiczne są ważne także dla historii ewolucji geologicznej. Wietrzenie skał i obieg składników odżywczych w mediach mineralnych pokazują wpływ i rozprzestrzenianie się grzybów drobnoustrojowych w procesach geologicznych.